# 丰特斯-德安达卢西亚
丰特斯-德安达卢西亚，是西班牙安达卢西亚自治区塞维利亚省的一个市镇。总面积150平方公里，总人口7389人（2001年），人口密度49人/平方公里。